# Elecciones generales de Irlanda de 1938
Las elecciones generales de Irlanda de 1938 tuvieron lugar el 17 de junio del mencionado año con el objetivo de renovar 138 escaños del Dáil Éireann tras la disolución anticipada del parlamento el 17 de mayo. El oficialista Fianna Fáil, liderado por Éamon de Valera, obtuvo una resonante victoria al lograr mayoría absoluta de votos (51.93%) y escaños (77 de 138), siendo la primera vez desde la independencia irlandesa que un solo partido recibía más de la mitad de los votos válidamente emitidos. El opositor Fine Gael obtuvo poco menos de un tercio de los votos (33.32%) y 45 escaños, perdiendo tres bancas y varios votos con respecto a las anteriores elecciones, celebradas menos de un año atrás. El Partido Laborista, tercer partido más importante del país, también sufrió una debacle con el 10.02% de los votos y 9 escaños, perdiendo cuatro. Siete candidatos independientes lograron acceder al legislativo.
A diferencia del anterior Dáil, que duró menos de un año (351 días), la legislatura electa en 1938 ostenta el récord de ser la que mayor duración tuvo en la historia de Irlanda al ser completada en su totalidad con 1.832 días. De hecho, durante la Segunda Guerra Mundial, se reformó el sistema mediante una ley de emergencia para que el Dáil saliente no fuera disuelto sino hasta la juramentación del electo en 1943, a fin de evitar que el país se viera debilitado durante el conflicto (en el que tenía una posición neutral) y que el período "sin un Dáil" fuera lo más corto posible.